# 塔霍河畔丰蒂杜埃尼亚
塔霍河畔丰蒂杜埃尼亚，是西班牙马德里自治区的一个市镇，距离马德里59公里。总面积60.6平方公里，总人口2108人（2013年），人口密度34.8人/平方公里。